# Lagom
Lagom ist ein Wort (Adjektiv, Adverb) im Schwedischen, für das es keine direkte Übersetzung ins Deutsche gibt. Auch das Norwegische (sowohl Bokmål als auch Nynorsk) kennt das Wort.
In der schweizerdeutschen Sprache existiert das Wort gäbig, was in der deutschen Standardsprache etwa so viel wie „bequem“, „passend“, „handlich“, bei Objekten oder auf Menschen und Zustände bezogen „umgänglich“, „angenehm“, „sympathisch“ bedeutet und somit dem Begriff sehr nahe kommt.
Lagom ist umfassend und gleichzeitig diffus. Zum Beispiel „sympathisch“; ein sympathischer Mensch kann lagom sein, muss aber nicht. Ist er zu sympathisch, so dass eine Verliebtheit entsteht, dann ist er nicht mehr lagom. Lagom beschreibt das richtige Maß, „die goldene Mitte“: d. h. „es ist gerade richtig“, eben nicht zu viel und nicht zu wenig, die ideale Balance, der unproblematische, gelassene Mittelweg, die Ausgewogenheit. So lässt Astrid Lindgren in ihrem Roman Michel aus Lönneberga Michels Mutter sagen, als der Vater danach fragt, wie sie die köttbullar (Fleischklößchen) für das Ortsfest machen solle: Lagom stora („genügend groß“), lagom runda („genügend rund“) und lagom bruna („ausreichend angebraten“). Beispielsweise würde es in Schweden meist als positiv angesehen, wenn das Wetter im Urlaub lagom warm ist, man auf der Autobahn lagom schnell vorankommt und die Portionen im Restaurant lagom groß sind (Portionen müssen gerade sättigen, weder Hunger noch das Gefühl des Überfressenseins hinterlassen).
Angeblich geht der Ausdruck auf den Vorgang eines herumgehenden Trinkhorns oder Bechers zurück, der genau so viel enthalten soll, dass jeder in der Runde einmal und gleich viel davon trinken kann – die ganze Mannschaft, vermutlich am Lagerfeuer sitzend, deswegen laget om (sinngemäß zu übersetzen als „einmal für die ganze Mannschaft“), verkürzt zu lagom.
Im Altschwedischen war lagom die Form für Dativ Plural des Substantivs lag („Gesetz; rechte Ordnung“), wobei auf kein juristisches Gesetz verwiesen werden musste. Die heutige Bedeutung ist eher abgeschwächt und hat neben „gemäß rechter Ordnung“ auch die Bedeutung von „passend“, „weder zu wenig noch zu viel“. Ein vergleichbares Wort stellt das Wienerische leiwand dar.